# Scythris staudingeri
Scythris staudingeri é uma espécie de insetos lepidópteros, mais especificamente de traças, pertencente à família Scythrididae.
A autoridade científica da espécie é Jäckh, tendo sido descrita no ano de 1978.
Trata-se de uma espécie presente no território português.